# Hussein Hadżdż Hassan
Hussein Ali al-Hadżdż Hassan – polityk szyicki, deputowany libańskiego parlamentu z okręgu Baalbek-Hirmil, od 2009 roku minister rolnictwa z ramienia Hezbollahu. Jest absolwentem Uniwersytetu Libańskiego oraz francuskich uniwersytetów w Strasburgu i Orleanie. Na tej ostatniej uczelni uzyskał tytuł doktora w dziedzinie chemii biofizycznej.